# 下後閑
下後閑（しもごかん）は、群馬県安中市の地名。郵便番号は379-0106。面積は3.47km2(2010年現在)

## 地理
碓氷川支流の九十九川に後閑川が合流する付近の九十九川左岸に位置している。

### 河川
- 九十九川

## 歴史
江戸時代頃からある地名で、安中藩領だった。

### 年表
- 1889年4月1日 町村制施行により、下後閑村は中後閑村、上後閑村と合併して後閑村が成立する。
- 1955年3月1日 後閑村は、（旧）安中町、秋間村、磯部町、原市町、板鼻町、岩野谷村、東横野村と合併して安中町となる。そのため、安中町下後閑となる。
- 1958年11月1日 市制施行により、安中町は安中市となる。そのため安中市下後閑となる。

## 世帯数と人口
2017年（平成29年）7月31日現在の世帯数と人口は以下の通りである。
| 大字   | 世帯数  | 人口  |
| ------ | ------- | ----- |
| 下後閑 | 353世帯 | 864人 |

## 教育
市立小・中学校に通う場合、学区は以下の通りとなる。
| 番地 | 小学校             | 中学校             |
| ---- | ------------------ | ------------------ |
| 全域 | 安中市立後閑小学校 | 安中市立第二中学校 |

## 交通

### 鉄道
同町に鉄道駅はない。

### 道路
国道は通っていない。県道は群馬県道48号下仁田安中倉渕線、群馬県道216号長久保郷原線が通っている。

## 施設
- 安中市立後閑小学校
- 北野寺

## 避難所
指定緊急避難場所
- 下後閑公民館[6]
- 旧後閑３区住民センター (避難スペースが狭小である。)
- 下後閑西集会所
- 下後閑コミュニティセンター

指定避難所
- 後閑小学校体育館[7]

対象地区:後閑1区・2区